# Bomans pojke
Bomans pojke är en svensk film från 1933 av Ivar Johansson. Förlaga var pjäsen En söderpojke av Siegfried Fischer.

## Handling
Polisen överraskar ett par smugglare någonstans i Stockholms hamn och försöker arrestera dem. En av dem, Pekka Steenroos, undkommer i sin bil som sedan körs med rasande fart genom Stockholm, över Slussen och Tegelbacken, utefter Strandvägen och ut på Djurgården.
Under tiden introduceras unge Gösta Boman, son till stuvarbasen Adolf Boman. Gösta är arbetslös och driver utefter båtbryggorna på Djurgården. Smugglare Steenroos' stora racerbåt ligger redo för start men har motorfel. Man väntar på en mekaniker som inte kommer och en man ombord på båten tror att det är Gösta som just råkar gå förbi. Gösta förstår sig på motorer och har just fått igång motorn när Steenroos kommer farande i sin bil med polisen efter sig. Han hoppar ombord och polisen ser hur han försvinner ut mot skärgården.
Ombord protesterar Gösta mot det hela, men han övertalas snart att, för pengarnas skull, sluta sig till smugglarna. Hans far, Adolf Boman, jobbar med sitt gäng stuvare ombord på en lastbåt när styrmannen tillkallar honom. I styrmannens upphängda kavaj saknas en plånbok. Med Bomans hjälp kommer man på tjuven, en viss Svensson, som på grund av detta får tre månaders fängelse.
Fru Boman uttrycker sin medkänsla för Svenssons hustru och barn, men maken påpekar att Svensson är ogift. Grannflickan Elsa Pihlkvist anländer och frågor oroligt efter Gösta. Borta hos hennes far, snickare Pihlkvist, har det blivit ganska ohemtrevligt sedan Elsas mor blev religiös och häller ut all sprit och låser in makens motbok.
Elsa har börjat med frisksport—hon och hennes väninnor har vandrat ut i naturen med ryggsäckar och gått upp på en hög kulle där de dukar fram sin lunch. Flickorna pikar Elsa om den försvunne Gösta. Hemma hos Boman diskuterar makarna sin son. Det framgår att de nu vet att han slagit sig samman med spritsmugglare. I dagens tidning får fru Boman läsa att Svensson fått villkorlig dom.

## Rollista
- Siegfried Fischer – Adolf Boman, stuvarbas
- Signe Lundberg-Settergren – Frida, hans hustru
- Bengt Djurberg Gösta (Teofil) – Boman, deras son
- Bellan Roos – Svea, Adolfs systerdotter
- Sigurd Wallén – Petrus Pihlkvist, snickare
- Julia Cæsar – Ottilia, hans hustru
- Birgit Tengroth Elsa (Virginia) – Pihlkvist, deras dotter
- Thor Modéen – Fabian Fredriksson, sockerbagare
- Gustaf Lövås – Gottfrid, specerihandlare, "sviskonprinsen"
- Tor Borong – Pekka Stenroos, smugglarkungen

## Teknisk information om filmen och dess inspelning
- Foto: Elner Åkesson
- Arkitekt: Arne Åkermark
- Klippning: Ivar Johansson
- Ljudtekniker: Anders Djurberg
- Scripta: Ragnhild Prim
- Inspicient: Emil Johansson
- B-foto: Gustav Byström
- Stillbildsfoto: Louis Huch
- Musikarrangör: Gunnar Johansson
- Orkesterledare: Eric Bengtson
- Smink: Manne Lundh
- Bildformat: Normalbild (1,37:1)
- Färgsystem: Svartvit
- Ljudsystem: AGA-Baltic

## Musik
- Wilde Jagd, Kompositör Giuseppe Becce, Instrumental.
- Där har jag mycket som är ogjort, Kompositör Karl Lindberg, Textförfattare Karl Lindberg/Siegfried Fischer, Sångare Thor Modéen
- Helan går, Instrumental.
- L'+ Internationale (alternativ titel: Internationalen), Kompositör Pierre Degeyter (1887), Textförfattare Eugène Pottier (fransk text 1871), Henrik Menander (svensk text 1902)
- Vi gå över daggstänkta berg, Kompositör Edwin Ericson (ev. efter gånglåt från Hälsingland), Textförfattare Olof Thunman, Sångare Birgit Tengroth, Carin Swensson, Disa Gillis, Alice Carlsson